# Grande Prêmio da Itália de 1959
O Grande Prêmio da Itália de Fórmula 1 foi realizado em Monza em 13 de setembro de 1959. Oitava etapa do campeonato, foi vencida pelo britânico Stirling Moss.

## Classificação da prova
| Pos. | Nº | Piloto              | Construtor      | Voltas | Tempo/Diferença | Grid | Pontos |
| ---- | -- | ------------------- | --------------- | ------ | --------------- | ---- | ------ |
| 1    | 14 | Stirling Moss       | Cooper-Climax   | 72     | 2:04:05.4       | 1    | 8      |
| 2    | 32 | Phil Hill           | Ferrari         | 72     | + 46.7          | 5    | 7      |
| 3    | 12 | Jack Brabham        | Cooper-Climax   | 72     | + 1:12.5        | 3    | 4      |
| 4    | 36 | Dan Gurney          | Ferrari         | 72     | + 1:19.6        | 4    | 3      |
| 5    | 34 | Cliff Allison       | Ferrari         | 71     | + 1 volta       | 8    | 2      |
| 6    | 38 | Olivier Gendebien   | Ferrari         | 71     | + 1 volta       | 6    |        |
| 7    | 2  | Harry Schell        | BRM             | 70     | + 2 voltas      | 7    |        |
| 8    | 6  | Jo Bonnier          | BRM             | 70     | + 2 voltas      | 11   |        |
| 9    | 16 | Maurice Trintignant | Cooper-Climax   | 70     | + 2 voltas      | 13   |        |
| 10   | 26 | Carroll Shelby      | Aston Martin    | 70     | + 2 voltas      | 19   |        |
| 11   | 40 | Colin Davis         | Cooper-Maserati | 68     | + 4 voltas      | 18   |        |
| 12   | 10 | Giorgio Scarlatti   | Cooper-Climax   | 68     | + 4 voltas      | 12   |        |
| 13   | 4  | Ron Flockhart       | BRM             | 67     | + 5 voltas      | 15   |        |
| 14   | 42 | Ian Burgess         | Cooper-Maserati | 67     | + 5 voltas      | 16   |        |
| 15   | 28 | Giulio Cabianca     | Maserati        | 64     | + 8 voltas      | 21   |        |
| Ret  | 24 | Roy Salvadori       | Aston Martin    | 44     | Motor           | 17   |        |
| Ret  | 8  | Bruce McLaren       | Cooper-Climax   | 22     | Motor           | 9    |        |
| Ret  | 22 | Jack Fairman        | Cooper-Maserati | 18     | Motor           | 20   |        |
| Ret  | 20 | Innes Ireland       | Lotus-Climax    | 14     | Freios          | 14   |        |
| Ret  | 18 | Graham Hill         | Lotus-Climax    | 1      | Embreagem       | 10   |        |
| Ret  | 30 | Tony Brooks         | Ferrari         | 0      | Embreagem       | 2    |        |

## Tabela do campeonato após a corrida
|   | Pos. | Piloto        | Pontos |
| - | ---- | ------------- | ------ |
|   | 1    | Jack Brabham  | 31     |
| 1 | 2    | Stirling Moss | 25,5   |
| 1 | 3    | Tony Brooks   | 23     |
|   | 4    | Phil Hill     | 20     |
| 3 | 5    | Dan Gurney    | 13     |

|  | Pos. | Construtor    | Pontos  |
|  | ---- | ------------- | ------- |
|  | 1    | Cooper-Climax | 38 (45) |
|  | 2    | Ferrari       | 32 (34) |
|  | 3    | BRM           | 18      |
|  | 4    | Lotus-Climax  | 3       |

- Nota: Somente as primeiras cinco posições estão listadas. Apenas os cinco melhores resultados, dentre pilotos ou equipes, eram computados visando o título. Neste ponto esclarecemos: na tabela dos construtores figurava somente o melhor resultado dentre os carros de um mesmo time.